# Zenon Przesmycki

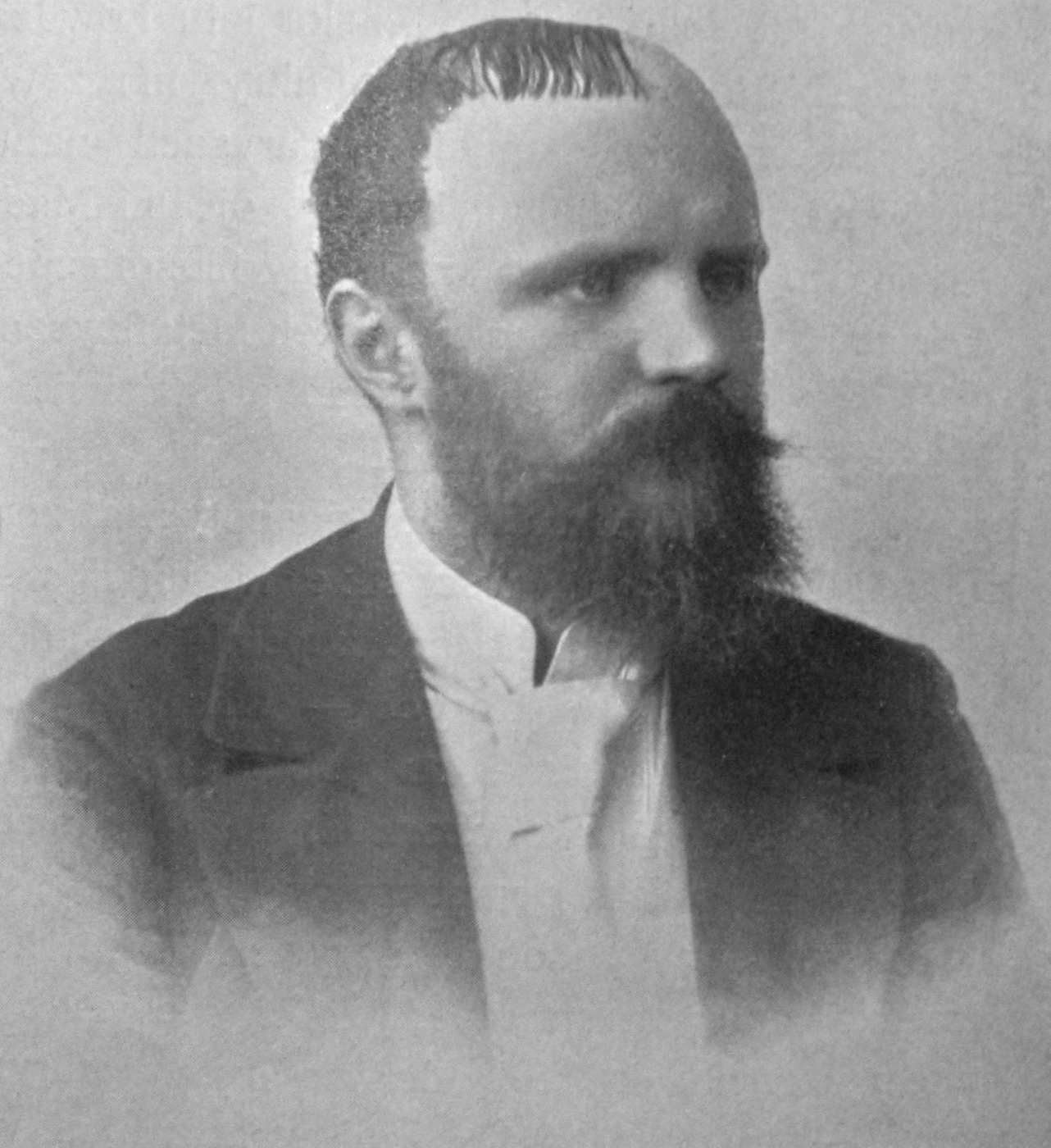
Zenon Przesmycki

Zenon Przesmycki (bút danh Miriam; sinh ngày 22 tháng 12 năm 1861, Radzyń Podlaski – mất ngày 17 tháng 10 năm 1944, Warsaw) là một nhà thơ, dịch giả và nhà phê bình nghệ thuật người Ba Lan. Ông từng theo học chuyên ngành luật ở Ý, Pháp và Anh. Trong những năm 1887 - 1888, ông là tổng biên tập của tạp chí Życie (Life) - ấn phẩm đầu tiên có tầm ảnh hưởng đến chủ nghĩa hiện đại ở Ba Lan lúc bấy giờ.

## Sự nghiệp
Zenon Przesmycki từng là thành viên của Học viện Văn học Ba Lan. Ông là người đầu tiên phát hiện và phổ biến các tác phẩm của nhà thơ Ba Lan Cyprian Norwid, người gần như bị lãng quên khi sống lưu vong ở nước ngoài. Ông đã xuất bản tạp chí nghệ thuật Chimera (1901–1908) đề cập đến những tác phẩm của nhà thơ Norwid.
Przesmycki đã xuất bản nhiều bản dịch tác phẩm của các nhà thơ quốc tế nổi tiếng, bao gồm Charles Baudelaire, Paul Verlaine,  Edgar Allan Poe và Algernon Charles Swinburne.